# Zephyrhills West
Zephyrhills West är en ort (CDP) i Pasco County, i delstaten Florida, USA. Enligt United States Census Bureau har orten en folkmängd på 5 865 invånare (2010) och en landarea på 6,9 km².